# Groß Kummerfeld
Groß Kummerfeld è un comune di 1.981 abitanti dello Schleswig-Holstein, in Germania.
Appartiene al circondario (Kreis) di Segeberg (targa SE) ed è parte della comunità amministrativa (Amt) di Boostedt-Rickling.